# Francisco Bosco
Francisco de Castro Mucci (Rio de Janeiro, 5 de outubro de 1976), conhecido como Francisco Bosco, é um filósofo, colunista, ensaísta, letrista e compositor brasileiro. Bosco é formado em Jornalismo pelas Faculdades Integradas Hélio Alonso (FACHA) e é doutor em Teoria Literária pela Universidade Federal do Rio de Janeiro (UFRJ). O filósofo é filho do cantor e compositor João Bosco e da artista plástica Angela Bosco.

## Biografia e carreira

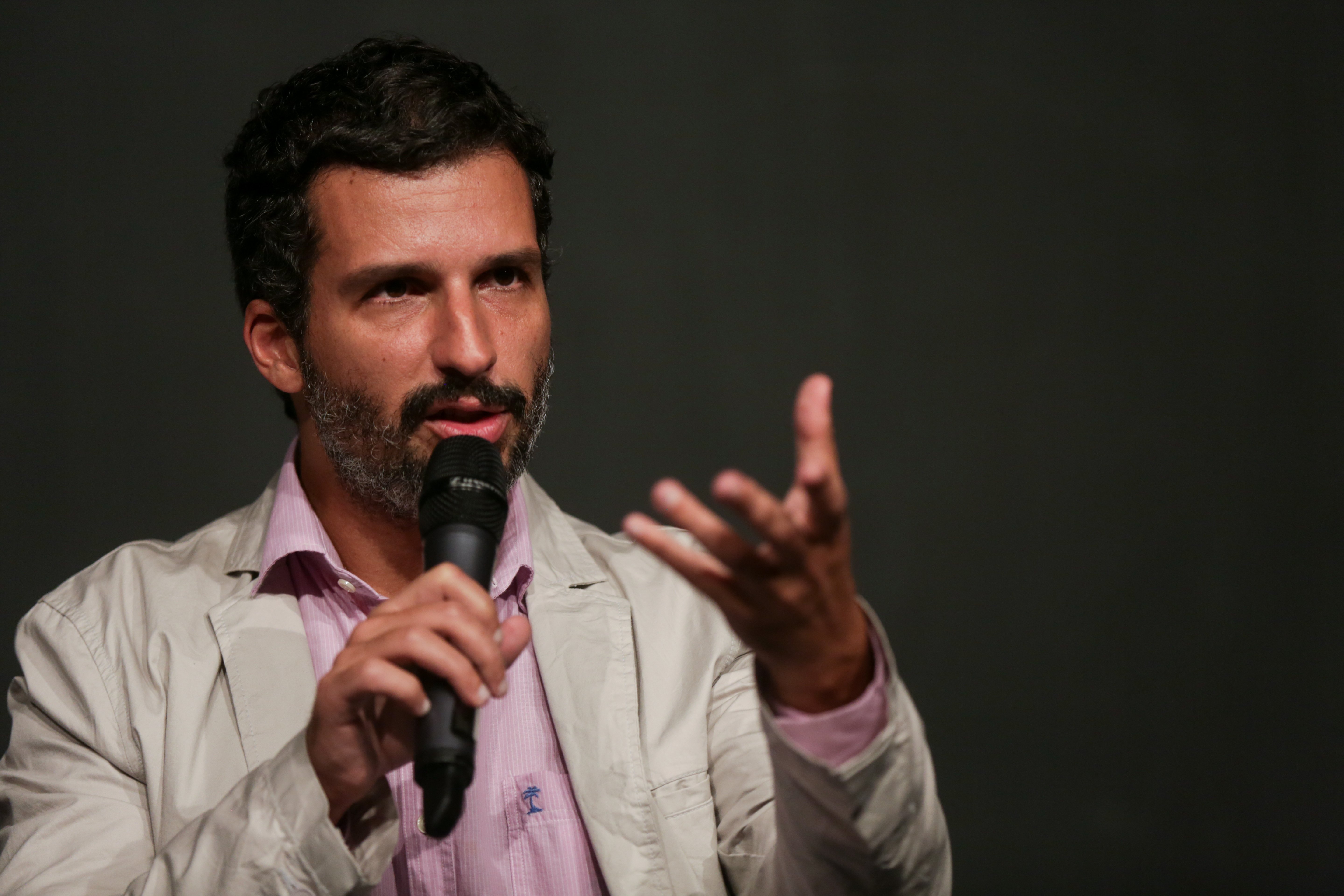
Bosco durante o evento Roda de Conversa — Diálogos com o Teatro promovido pela Funarte em 2015

Francisco foi coordenador da Rádio Batuta, do Instituto Moreira Salles (IMS) e atua na imprensa escrita como colunista e ensaísta. Bosco também atua como escritor, sendo autor dos livros como Da amizade (2003), Banalogias (2007), Alta ajuda (2012), entre outros. Ele trabalhou como letrista  em três álbuns da carreira de seu pai: As Mil e Uma Aldeias (1997), Na Esquina (2000) e Malabaristas do Sinal Vermelho (2003).
Em fevereiro de 2015 foi nomeado pelo então ministro da cultura, Juca Ferreira, como presidente da Fundação Nacional de Artes (Funarte). Sob sua gestão foi elaborado o processo de construção da Política Nacional das Artes, com intuito de debater os problemas relativos às políticas para as artes envolvimento os artistas, os produtores de cultura e a sociedade em geral. Um ano e dois meses após assumir a presidência da Funarte, Bosco entregou seu cargo, depois de Michel Temer assumir a presidência da república interinamente e fundir o Ministério da Cultura (Minc) com o Ministério da Educação (MEC). Bosco justificou sua decisão dizendo não reconhecer o novo governo.
| “                 | Eu saio com o Juca Ferreira, porque assim como ele, não reconheço a legitimidade do governo que se instaura. Todos fazemos parte da continuação de um processo que começou com o (Gilberto) Gil e, por sua vez, pertencia ao governo Lula. Todo esse projeto que está sendo agora interrompido de uma maneira ilegítima | ” |
| — Francisco Bosco | |   |

Desde março de 2018 integra o elenco fixo do programa Papo de Segunda do canal GNT.

## Obras
- Florestado (Sette Letras, 1996)
- Atrás da porta (Sette Letras, 1997)
- Invisível rutilante (Francisco Alves, 1999)
- Da amizade (Sette Letras, 2003)[2]
- Dorival Caymmi (PubliFolha, 2006)[2]
- Banalogias (Objetiva, 2007)[2]
- E livre seja este infortúnio (Azougue, 2010)[2]
- Alta Ajuda (Editora Foz, 2013)[10]
- Orfeu de bicicleta – Um pai no século XXI (Editora Foz, 2015)[11][12]
- A vítima tem sempre razão? O novo espaço público brasileiro (Editora Todavia, 2017)[13][14]